# Сельское поселение Черноречье
Сельское поселение Черноречье — муниципальное образование в Волжском районе Самарской области.
Административный центр — село Черноречье.

## История
Известным уроженцем села Черноречье является Василий Григорьевич Солодовников — один из основателей Института Африки РАН.

## Население
| 2010  | 2012  | 2013  | 2014  | 2015  | 2016  | 2017  | 2018  | 2019  |
| ----- | ----- | ----- | ----- | ----- | ----- | ----- | ----- | ----- |
| 2644  | ↗2690 | ↗2746 | ↗2802 | ↗2894 | ↗3002 | ↗3135 | ↗3311 | ↗3512 |
| 2020  | 2021  |       |       |       |       |       |       |       |
| ↗3894 | ↗5002 |       |       |       |       |       |       |       |

## Административное устройство
В состав сельского поселения Черноречье входят:
- село Черноречье,
- село Николаевка,
- посёлок Рамушки,
- посёлок Чапаевка.